# Carolin Crawford
Carolin Susan Crawford es una comunicadora científica británica, investigadora astrofísica, conferencista y Astrónoma Pública del Instituto de Astronomía, Cambridge y becaria del Emmanuel College, Cambridge.

## Educación
Crawford estudió Tripos Matemáticos y obtuvo su Grado en Matemáticas por el Newnham College, Cambridge en 1985. En 1988, consiguió su Doctorado por la investigación realizada en el Instituto de Astronomía, Cambridge sobre los flujos de enfriamiento, supervisada por Andrew Fabian.

## Carrera e investigación
Después de su Doctorado, Crawford progresó a través de una serie de becas de posdoctorado e investigación en Balliol College, Oxford, el Instituto de Astronomía, Trinity Hall, Cambridge y Newnham College, Cambridge.[cita requerida] Desde 1996 hasta 2007 ostenta una Beca de Investigación de la Royal Society University.
En 2004, fue elegida como Becaria y Profesora en el Emmanuel College, Cambridge, donde ahora también es tutora de admisiones de pregrado en Física. Ocupa este cargo junto con su papel como oficial de extensión en el Instituto de Astronomía, que asumió por primera vez en 2005.
Trabajó como profesora Gresham de Astronomía en el Gresham College desde  2011 hasta 2015, un puesto en el que realizó conferencias públicas en astronomía y astrofísica en la City de Londres.
Los principales intereses de investigación de Crawford «son combinar observaciones de rayos X, ópticos e infrarrojos cercanos para estudiar los procesos físicos que ocurren alrededor de galaxias masivas en el núcleo de las agrupaciones galácticas. En particular, observa la compleja interacción entre el medio caliente intra-cluster, filamentos de gas ionizado caliente, nubes moleculares frías, formación estelar y el plasma de radio que sale del agujero negro supermasivo central».

### Divulgación y premios
Crawford realiza conferencias públicas, charlas, talleres y debates por todo el Reino Unido y más allá en una amplia gama de temas dentro de la astronomía. Realiza regularmente presentaciones de divulgación científica drente a más de 4000 personas anualmente. Es una habitual en los medios de comunicación, con numerosas apariciones en programas como In Our Time y Home Planet en BBC Radio 4.
En 2009, Crawford fue reconocida por sus habilidades sobresalientes en la comunicación de la ciencia con un Premio Mujeres de Logro Sobresaliente por el Centro de Recursos del Reino Unido para Mujeres en Ciencia, Ingeniería y Tecnología, presentado para la «comunicación de la ciencia con una contribución a la sociedad».